# Comuna de Konstancin-Jeziorna
Konstancin-Jeziorna (polaco: Gmina Konstancin-Jeziorna) é uma gminy (comuna) na Polónia, na voivodia de Mazóvia e no condado de Piaseczyński. A sede do condado é a cidade de Konstancin-Jeziorna.
De acordo com os censos de 2004, a comuna tem 22 984 habitantes, com uma densidade 293,6 hab/km².

## Área
Estende-se por uma área de 78,28 km², incluindo:
- área agricola: 63%
- área florestal: 13%

## Demografia
Dados de 30 de Junho 2004:
|                      | Total   | Total | Mulheres | Mulheres | Homens  | Homens |
| -------------------- | ------- | ----- | -------- | -------- | ------- | ------ |
|                      | pessoas | %     | pessoas  | %        | pessoas | %      |
| População            | 22 984  | 100   | 12 099   | 52,6     | 10 885  | 47,4   |
| Densidade (pop./km²) | 293,6   | 100   | 154,6    | 154,6    | 139,1   | 139,1  |

De acordo com dados de 2002, o rendimento médio per capita ascendia a 2383,76 zł.

## Subdivisões
- Bielawa, Borowina, Cieciszew, Ciszyca, Czarnów, Czernidła, Dębówka, Gassy, Habdzin, Kawęczyn, Kawęczynek, Kępa Oborska, Kępa Okrzewska, Kierszek, Łęg, Obory, Obórki, Okrzeszyn, Opacz, Parcela, Piaski, Słomczyn, Turowice.

## Comunas vizinhas
- Góra Kalwaria, Józefów, Karczew, Otwock, Piaseczno, m.st. Warszawa